# Alberto Iribarne
Alberto Juan Bautista Iribarne (Buenos Aires, 2 de agosto de 1950) es un abogado y político argentino, que ocupó diversos cargos a lo largo de los gobiernos kirchneristas. Fue titular de la Sindicatura General de la Nación, de la Secretaría de Seguridad Interior y del Ministerio de Justicia, Seguridad y DD. HH. durante el gobierno de Néstor Kirchner. En diciembre de 2019 fue designado como Embajador en la República Oriental del Uruguay por el presidente Alberto Fernández, cargo que ocupó hasta el fin del mandato.

## Biografía

### Comienzos
Nacido el 2 de agosto de 1950, se graduó de bachiller en el Colegio Nacional de Buenos Aires en 1968 y como abogado en la Universidad Nacional de Buenos Aires en 1974. Ha escrito tres libros, compiló otro y ha publicado artículos en diversos diarios y revistas. Se desempeñó como docente en las facultades de Ciencias Económicas, de Filosofía y Letras y de Derecho y Ciencias Sociales de la Universidad de Buenos Aires y en la de Ciencias Sociales de la Universidad del Salvador.
Militante peronista desde su juventud, fue asesor entre los años 1976 y 1983 del escribano Deolindo Felipe Bittel, por entonces Vicepresidente 1º a cargo de la Presidencia del Justicialismo, participando en la redacción del documento de denuncia sobre violación a los derechos humanos en Argentina que se presentó ante la Comisión Interamericana de Derechos Humanos (CIDH) en septiembre de 1979.
Con una amplia actividad al interior de su partido por décadas, Alberto Iribarne fue Congresal del distrito Capital Federal, miembro del Consejo Metropolitano y Apoderado de dicho distrito por el Partido Justicialista. Fue además Congresal Nacional. Entre 1996 y 1999 hizo parte de la Mesa Directiva del Consejo Nacional del Partido Justicialista.
En cuanto a los cargos públicos que ha desempeñado, en 1989 fue Secretario Parlamentario  del Senado de la Nación y Secretario de Gobierno de la Municipalidad de la Ciudad de Buenos Aires en 1992.
El 1989 fue elegido Diputado Nacional por la Capital Federal, donde integró varias comisiones y fue presidente de la Comisión de Industria. En 1994 fue Convencional Constituyente por la Capital Federal, en la Asamblea Nacional Constituyente de Santa Fe.
Entre 1993 y 1997 Alberto Iribarne ejerció el cargo de Secretario de Interior del Ministerio de Interior de la Nación, durante las gestiones de Carlos Corach y Carlos Ruckauf al frente de dicha cartera.
En 1999 fue jefe de la campaña presidencial de Eduardo Duhalde. Luego, en 2002, asumió la presidencia de la Casa de la Moneda S.E., mismo año en el que se convirtió en Secretario de Seguridad Interior del Ministerio de Justicia, Seguridad y Derechos Humanos de la Nación (2002-2003).
Durante la presidencia de Néstor Kirchner, ocupó los cargos del Síndico General de la Nación, del 2003 al 2004; Secretario de Seguridad Interior del Ministerio del Interior de la Nación, del 2004 al 2005, y Ministro de Justicia, del 2005 al 2007.

### Ministro de Justicia (2005-2007)
Iribarne fue el tercer ministro de justicia de Néstor Kirchner, siendo nombrado para el cargo luego de la renuncia de Horacio Rosatti. Kirchner le pidió como una de sus primeras tareas "acelerar a fondo el avance de los juicios a los responsables del genocidio que nos tocó vivir a los argentinos" durante la última dictadura militar.
Durante su gestión se constituyó una comisión multisectorial para estudiar la reforma del código penal. La comisión analizó las experiencias, las normas vigentes de las distintas provincias del país, los proyectos en estado parlamentario; las estadísticas del foro penal y recomendaciones de distintas organizaciones no gubernamentales. Entre las reformas propuestas se encontraban reducir los plazos del proceso de instrucción, separar las tareas administrativas de las jurisdiccionales, incorporar tecnología en materia de comunicaciones, mejorar la atención al público y en particular de la víctima.
Como Ministro defendió la decisión del Presidente Néstor Kirchner de autolimitarse en materia de nombramiento de jueces, fiscales, defensores, a través del Decreto 222 y del 558 del 2003, en cuanto a dar a publicidad las candidaturas para designar jueces, para que todas las personas e instituciones interesadas pudieran formular sus observaciones, limitó aún más el rol que en la selección de estos magistrados tiene el Poder Ejecutivo, después de la reforma del 94.

Cómo ministro de Justicia, Alberto Iribarne presentó un proyecto para limitar la excarcelación de acusados en los casos en que exista una condena en primera instancia con el fin de evitar el riesgo de fuga, enmarcado en la modificación del Código Procesal Penal.

### Peronismo federal
Tras dejar el cargo en diciembre de 2007 fue propuesto como Embajador ante la Santa Sede. Sin embargo, la sede papal no aceptó el placet debido a la condición de divorciado de Iribarne. 
Cómo diputado impulsó el Observatorio Argentino de Drogas (OAD) que tiene como función básica el estudio y evaluación de la problemática del uso indebido de las drogas y el tráfico de estupefacientes dentro Plan Federal de Prevención Integral de la Drogadicción y de Control del Tráfico Ilícito de Drogas.[cita requerida]
En 2008 se une al espacio peronismo federal. Fue nombrado apoderado legal de ese espacio, participando del armado político del mismo.

### Embajador en Uruguay (2019-2023)
En diciembre de 2019 fue designado por el presidente Alberto Fernández como Embajador en Uruguay, en reemplazo del radical Mario Barletta. El canciller Felipe Solá le pidió "aumentar el intercambio" económico y "estrechar vínculos" con el gobierno del país limítrofe.

## Cargos públicos
- 2005 - 2007 Ministro de Justicia y Derechos Humanos de la Nación
- 2004 - 2005 Secretario de Seguridad Interior del Ministerio del Interior de la Nación.
- 2003 - 2004 Síndico General de la Nación.
- 2002 - 2003 Secretario de Seguridad Interior del Ministerio de Justicia, Seguridad y Derechos Humanos de la Nación.
- 2002 Presidente de Casa de Moneda S.E.
- 1993 - 1997 Secretario del Interior del Ministerio del Interior de la Nación.
- 1994 Convencional Constituyente por la Capital Federal en la Asamblea Nacional Constituyente de Santa Fe.
- 1989 - 1993 Diputado Nacional por la Capital Federal. Integró varias comisiones y fue Presidente de la Comisión de Industria.
- 1992 Secretario de Gobierno de la Municipalidad de la Ciudad de Buenos Aires.
- 1989 Secretario Parlamentario del Senado de la Nación.
- 1983 - 1989 Prosecretario Parlamentario del Senado de la Nación.

## Libros y artículos
Ha escrito tres libros: “Justicia y Derechos Humanos Políticas Permanentes” (2007); “Buenos Aires 2000, integrada y solidaria” (2000), y “Cuatro años de gestión” (síntesis de la labor como diputado nacional) (1994). Así mismo, realizó el compilado “Letras contra el miedo”, donde se describe la resistencia de intelectuales peronistas durante el Proceso de Reorganización nacional y la lucha del peronismo para el retorno de la democracia y el juzgamiento de las violaciones a los derechos humanos.
También es autor del capítulo “La administración de justicia” en el libro “Un futuro posible”, compilado por Roberto Lavagna (2013).

#### Columnas de opinión
- 'La seguridad, deuda grave del Estado'
- 'Políticas de Estado para luchar contra el narcotráfico'
- 'El hombre que controla a los ministros'
- 'Límites racionales para la protesta social'
- 'Un clima propicio para el consenso'